# Lorelei (2020)
Lorelei ist ein Filmdrama von Sabrina Doyle, das Teilnehmern des Tribeca Film Festivals ab 15. April 2020 online erstmals zur Verfügung gestellt wurde. Doyle erzählt in ihrem Regiedebüt die Geschichte von Wayland, gespielt von Pablo Schreiber, der nach einer 15-jährigen Haftstrafe auf seine Highschool-Liebe Dolores, gespielt von Jena Malone, trifft, die mittlerweile drei Kinder von drei verschiedenen Vätern hat. Während Wayland damit beschäftigt ist, wieder in das normale Leben zurückzufinden und die Rolle eines Ersatzvaters für die drei Kinder übernehmen muss, trauert Dolores manchmal der verronnenen Lebenszeit hinterher.

## Handlung
Nachdem Wayland nach einer 15-jährigen Haftstrafe aus dem Gefängnis entlassen wird, holt ihn seine alte Bikergang ab. Am Lagerfeuer trinken die Jungs in Anwesenheit einiger leicht bekleideter Frauen Bier und ballern mit ihren Knarren herum. Am nächsten Morgen wird Wayland von Pastorin Gail abgeholt und fürs Erste im Keller eines Nebengebäudes der Coloton Lutheran Church untergebracht.
Eines Tages trifft er dort auf seine Highschool-Liebe Dolores, mit der er als Teenager eine Beziehung führte, bis er wegen bewaffneten Raubüberfalls einsitzen musste. Dolores, alias Lorelei oder Lola, war eine ausgezeichnete Schwimmerin und träumte sogar von einer Teilnahme an den Olympischen Spielen.  Nun ist sie eine alleinerziehende Mutter, denn kurz nachdem Wayland ins Gefängnis musste, folgte eine ungewollte Schwangerschaft auf die nächste und machte all ihre Pläne zunichte. Sie hat drei Kinder von drei verschiedenen Vätern. Wayland zieht bei Dolores und ihren Kindern ein. Bei ihrem jüngsten Sohn, dem sechsjährigen Denim, scheint es so, als hätte er ein Mädchen werden sollen. Sein Bruder Dodger, ein mürrischer Teenager, beschäftigt sich am liebsten mit Bankdrücken und raucht Pot.
Dolores macht in einem Motel Zimmer sauber, um über die Runden zu kommen, Wayland erhält durch seine Freundin Violet einen Job auf dem örtlichen Schrottplatz. Während er damit beschäftigt ist, wieder in das normale Leben zurückzufinden und die Rolle eines Ersatzvaters für die drei Kinder übernehmen muss, ärgert sich Dolores manchmal über die verronnene Lebenszeit, die von der Verantwortung für ihre Kinder geprägt war, auch wenn damit viele schöne Momente verbunden waren. Viel lieber hätte Dolores in Los Angeles gelebt, hat es aber nie aus Oregon raus geschafft.

## Produktion

### Stab, Finanzierung und Filmtitel
Es handelt sich bei Lorelei um das Spielfilmdebüt der Regisseurin Sabrina Doyle, die auch das Drehbuch schrieb. Doyle wollte einen Film über Menschen der Arbeiterklasse machen und darin deren  Widerstandsfähigkeit, Innenleben und verborgenen Träume zeigen. Sie selbst sei in einer Arbeiterfamilie aufgewachsen. Um herauszufinden, welcher Figur sie in ihrem Film am meisten Aufmerksamkeit schenken soll, schrieb die gebürtige Britin mehrere verschiedene Drehbuchentwürfe. In einem Entwurf konzentrierte sie sich auf Wayland, in einem anderen auf Dolores und in einem dritten Entwurf auf die Kinder. Über die Elternrollen im Film im Allgemeinen sagte die Regisseurin: „Ich habe das Gefühl, wir erlauben Vätern im Kino, es zu vermasseln, doch Mütter dürfen das nicht.“ Sie habe es wichtig gefunden, eine komplexe Mutterfigur zu zeigen, die einerseits ihre Aufgaben in dieser Rolle großartig und sehr liebevoll erfüllt, die gleichzeitig aber auch etwas für sich selbst wollte. Sie habe es gemocht, dass Dolores in diesem Film in gewisser Weise der Antagonist ist.
Caitlin Kennedy von Film Inquiry bemerkt zum Verweis des Filmtitels auf die Sagenfigur Loreley, die eng mit dem antiken Mythos der Nymphe Echo verbunden ist, Dolores fungiere als ein Sirenengesang und so als Zentrum in Waylands Leben.
Nach Aussage der Regisseurin handelt es sich bei Lorelei um einen 100-prozentigen Independentfilm, der vollständig unabhängig finanziert wurde, so von einem Filmliebhaber namens Arnold Zimmerman. Zudem wurde sie durch Stipendien von Women in Film Los Angeles und The Chimaera Project unterstützt. Neben Jennifer Radzikowski fungierten Francesca Silvestri und Kevin Chinoy als Produzenten, die beide bereits Sean Bakers The Florida Project realisierten.

### Besetzung, Rollennamen und Dreharbeiten

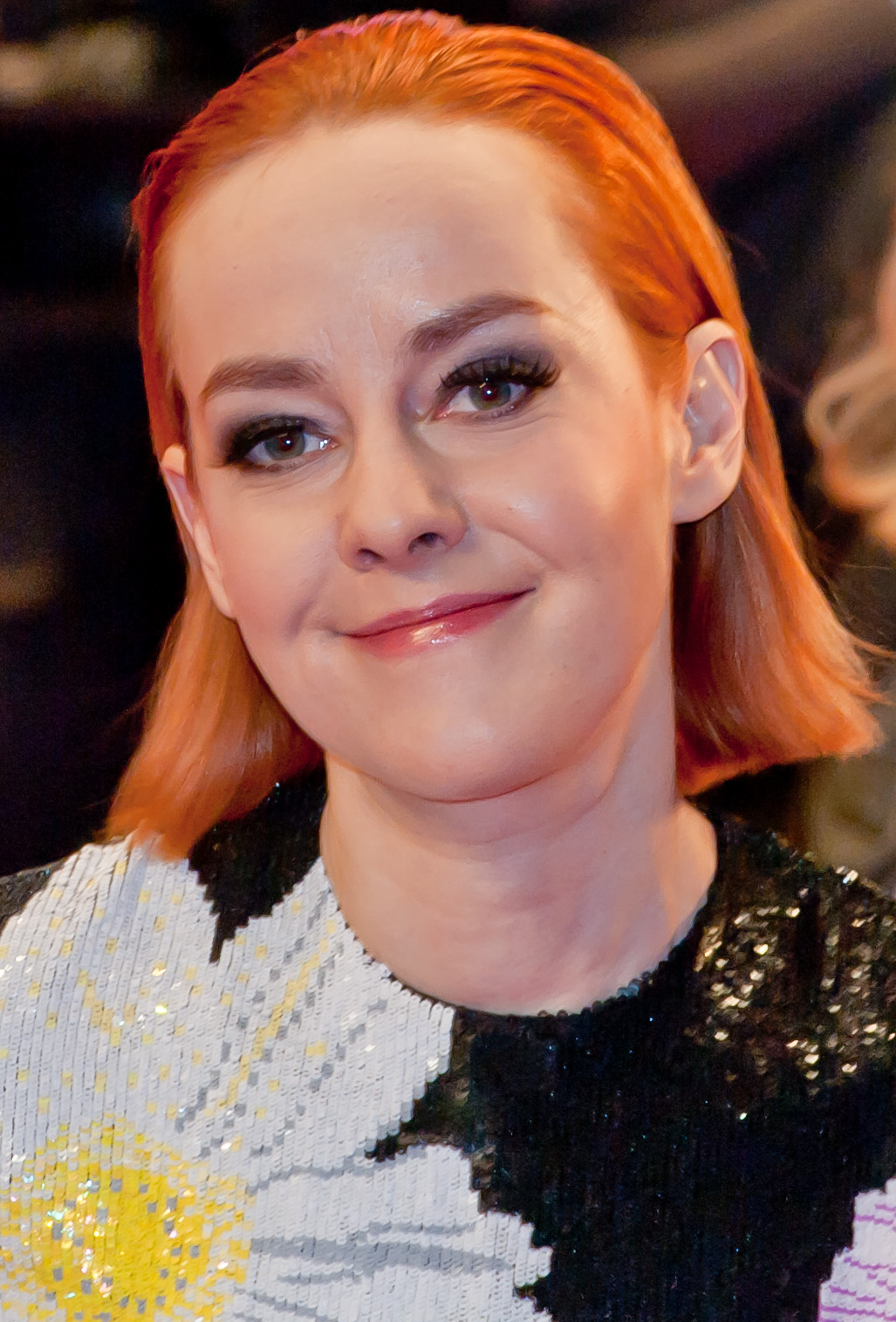
Jena Malone spielt Dolores

Pablo Schreiber übernahm die Rolle des gerade aus dem Gefängnis entlassenen Wayland. Jena Malone spielt Dolores, Amelia Borgerding ihre 12-jährige Tochter Periwinkle, Parker Pascoe-Sheppard ihren sechsjährigen Sohn Denim und Chancellor Perry den 15-jährigen Dodger. Für alle drei Nachwuchsdarsteller handelt es sich um ihre erste Filmrolle. Dolores hat ihre drei Kinder nach Farb- beziehungsweise Blautönen benannt. Periwinkle ist ein blau-violetter Indigo-Farbton, Dodger Blue ist ein Azurblau, und Denim ein durch die Färbung von Jeans bekannter Indigo-Farbton. Jon Frosch von The Hollywood Reporter bemerkt zur Namenswahl, diese seien nicht nur ein Hinweis auf Dolores‘ Freigeistigkeit, sondern auch auf ihre Liebe zum Meer, das im Film als wiederkehrendes visuelles Thema ein Symbol der Wiedergeburt darstelle. In weiteren Rollen sind Gretchen Corbett als Tante und Trish Egan als Pastorin Gail zu sehen, die Wayland nach seiner Entlassung aus der Haft anfänglich ein wenig unterstützt.
Die Dreharbeiten fanden von Mitte Oktober bis Mitte November 2018 in Los Angeles in Kalifornien und in Oregon statt, so in Portland, im Clackamas County, im Marion County, im Multnomah County und im Washington County. Als Kameramann fungierte Stephen Paar.

### Filmmusik und Veröffentlichung
Die Filmmusik komponierte Jeff Russo. Das Soundtrack-Album mit insgesamt 22 Musikstücken wird am 15. Oktober 2021 von Lakeshore Records als Download veröffentlicht.
Der Film sollte Mitte April 2020 im Rahmen des Tribeca Film Festivals seine Weltpremiere feiern. Einen Monat vor Beginn des Festivals wurde dieses aufgrund der Coronavirus-Pandemie abgesagt. Dennoch wurde der Film von 15. bis 26. April 2020, dem ursprünglichen Zeitfenster des Festivals, online zur Verfügung gestellt. Im September 2020 wurde er beim Festival des amerikanischen Films in Deauville gezeigt. Ende April, Anfang Mai 2021 wurde er beim Sarasota Film Festival vorgestellt.

## Rezeption

### Kritiken
Von den bei Rotten Tomatoes aufgeführten Kritiken sind 90 Prozent positiv bei einer durchschnittlichen Bewertung von 7,4 der möglichen 10 Punkte. Auf Metacritic erhielt der Film einen Metascore von 71 von 100 möglichen Punkten.

### Auszeichnungen
Festival des amerikanischen Films 2020
- Nominierung im Wettbewerb
- Auszeichnung mit dem Preis der Jury[16][17][18]

Florida Film Festival 2021
- Nominierung im Narrative Features Competition[19]

Internationales Filmfestival Mannheim-Heidelberg 2020
- Auszeichnung mit dem Publikumspreis (Sabrina Doyle)

Miami Film Festival 2021

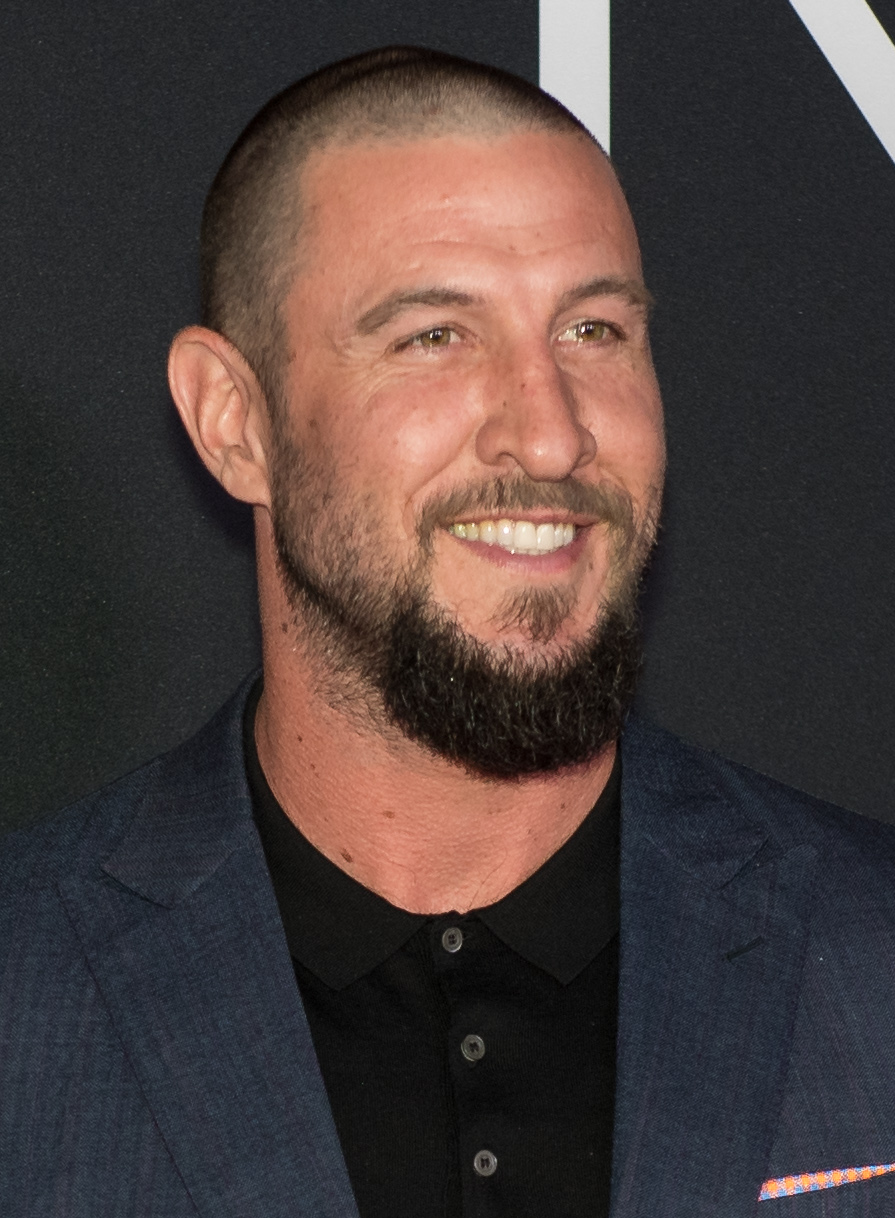
Pablo Schreiber spielt den gerade aus dem Gefängnis entlassenen Wayland

- Auszeichnung mit dem Best First Feature Award[20]

Sarasota Film Festival 2021
- Nominierung im Narrative Competition[21]

Tribeca Film Festival 2020
- Nominierung als Bester Schauspieler im U.S. Narrative Competition (Pablo Schreiber)
- Nominierung als Beste Schauspielerin im U.S. Narrative Competition (Jena Malone)
- Nominierung für die Beste Kamera im U.S. Narrative Competition (Stephen Paar)
- Nominierung als Best New Narrative Filmmaker (Sabrina Doyle)
- Nominierung als Bester Spielfilm im U.S. Narrative Competition
- Nominierung für den Nora Ephron Prize (Sabrina Doyle)